# Ascanio Condivi
Ascanio Condivi (* 1525 in Ripatransone; † 10. Dezember 1574 ebenda) war ein italienischer Maler und Autor. Er war Schüler und Mitarbeiter Michelangelos und sein Biograph. Condivis Biographie ist neben der Vita Michelangelos von Vasari die wichtigste schriftliche Quelle für Michelangelos Leben und Werk.

## Leben
Condivi wurde als Sohn von Latino Condivi und Vitangela de’ Ricci in Ripatransone, Provinz Ascoli Piceno, in den Marken geboren. 1545 ging er nach Rom und wurde in die Werkstatt Michelangelos aufgenommen. Ob und an welchen Arbeiten er beteiligt war, kann nach den Quellen bisher nicht belegt werden. Um diese Zeit schrieb Vasari die erste Fassung seiner Vite, die 1550 im Druck herauskamen und eine ausführliche Biografie und Würdigung Michelangelos enthält. Im gleichen Jahr begann Condivi mit dem Schreiben einer eigenen Biografie Michelangelos, die 1553 in Rom gedruckt wurde.
1554 kehrte Condivi nach Ripatransone zurück, wo er als Maler arbeitete, sich aber vor allem als Geschäftsmann betätigte und verschiedene Ämter in der Gemeinde übernahm. 1556 heiratete er Porzia Caro, eine Nichte von Michelangelos Freund, dem Literaten Annibal Caro, er hatte mit ihr sechs Kinder.
1565, ein Jahr nach Michelangelos Tod, wurde er in die Florentiner Akademie aufgenommen. Condivi ertrank am 10. Dezember 1574 beim Versuch, einen Bach bei Hochwasser zu überqueren.
Als Maler scheint er auch nach der Rückkehr in seiner Heimat nur selten tätig gewesen zu sein. Zugeschrieben werden ihm das Altarbild „Geheimnis des Rosenkranz“, eine „Madonna mit Kind“, heute in der
Casa Buonarroti in Florenz, und eine „Erscheinung des Herrn“, entstanden zwischen 1550 und 1554. 1567 malte er ein Triptychon, ein Kreuz für die Kirche Santa Maria della Petrella, 1569 ein Fresco der „Madonne del carmine“ für die Kirche San Sovino.

## Das Leben Michelangelos

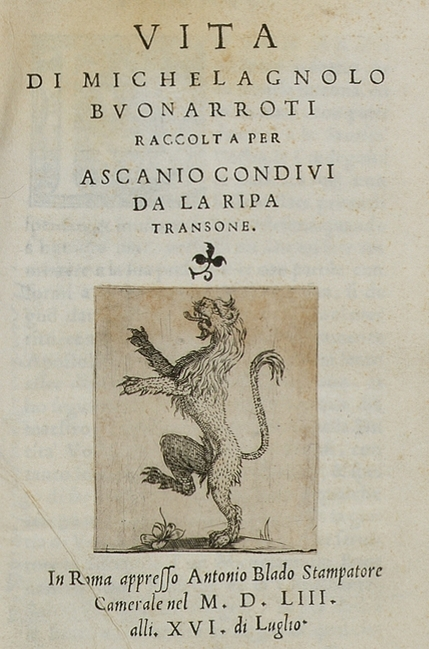
Vita di Michelagnolo Buonarroti, Titelseite

Condivis Buch mit dem Titel Vita di Michelagnolo Buonarroti raccolta per Ascanio Condivi da la Ripa Transone wurde 1553 in Rom von der Offizin Antonio Blado Stampatore gedruckt. Es ist wohl das erste gedruckte Buch, das nur die Biografie eines lebenden Künstlers enthält und von ihm selbst autorisiert wurde.
Inwieweit der Text von Condivi stammt, ob Michelangelo ihn nur überwacht, ob er ihn Condivi in die Feder diktiert hat oder ob Michelangelos Freund, der Literat Annibal Caro das Buch geschrieben hat, wird in der Wissenschaft kontrovers diskutiert. Frank Zöllner nimmt an, dass Michelangelo selbst das Buch initiiert, Ascanio Condivi es verfasst und Annibal Caro die Redaktion übernommen hat.
Mit Condivis Buch konnte Michelangelo Irrtümer in Vasaris Buch, die seine Werke betrafen, zurechtrücken, z. B. die leidigen Probleme mit dem Juliusgrabmal oder die Umstände des päpstlichen Auftrags der Freskierung der Sixtinischen Kapelle und die Geschichten, die sich um die Rivalitäten zwischen Michelangelo, Raffael und Bramante ranken. Zu sehen ist es daher auch als ein Versuch Michelangelos, den Gerüchten, die über ihn und sein Verhalten im Umlauf waren, entgegenzutreten
Vasari nutzte das Buch, um in der zweiten Auflage seiner Vite von 1568 den Text über Michelangelo zu korrigieren und zu ergänzen.
Der Erstdruck von Condivis Buch ist außerordentlich selten. Drei Exemplare des Drucks vom 16. Juli 1553 sind im Besitz venezianischer Bibliotheken, davon zwei in der Biblioteca Marciana und eins in der Biblioteca Civica Correr, ein Exemplar besitzt die Bibliothek des Vatikans.
1746 erschien in Florenz eine zweite Ausgabe des Buchs unter dem Titel „Vita di Michael Angelo,“ von Ascanio Condivi, das im Vorwort nähere Angaben zu Condivis Leben enthält.

### Ausgaben (Auswahl)
- Vita di Michelagnolo Buonarroti raccolta per Ascanio Condivi da la Ripa Transone (Rom 1553) Volltext mit einem Vorwort und Bibliographien Hrsg. von Charles Davis. 2009. (= Fontes 24.), ub.uni-heidelberg.de (PDF)
- Vita di Michelagnolo Buonarroti, pittore, scultore, architetto e gentiluomo fiorentino, pubblicata mentre viveva dal suo scolare Ascanio Condivi. 2. ed., corretta ed accresciuta di varie annotazioni col ritratto del medesimo ed altre figure in rame. Firenze: Per Gaetano Albizzini, 1746.
- Ascanio Condivi: The Life of Michelangelo. Ed. by Hellmut Wohl. 5th ed. Pennsylvania State University Press, 2003.
- Giovanni Nencioni (Hrsg.): Vita di Michelangelo Buonarotti. Mit Aufsätzen von Michael Hirst und Caroline Elam. Florenz 1998.